# بروك إيفرز
بروك إيفرز (بالإنجليزية: Brooke Evers)‏ هي عارضة أسترالية، ولدت في 13 يناير 1985 في أديلايد في أستراليا.

## وصلات خارجية
- الموقع الرسمي